# Rudolfinische keizerskroon

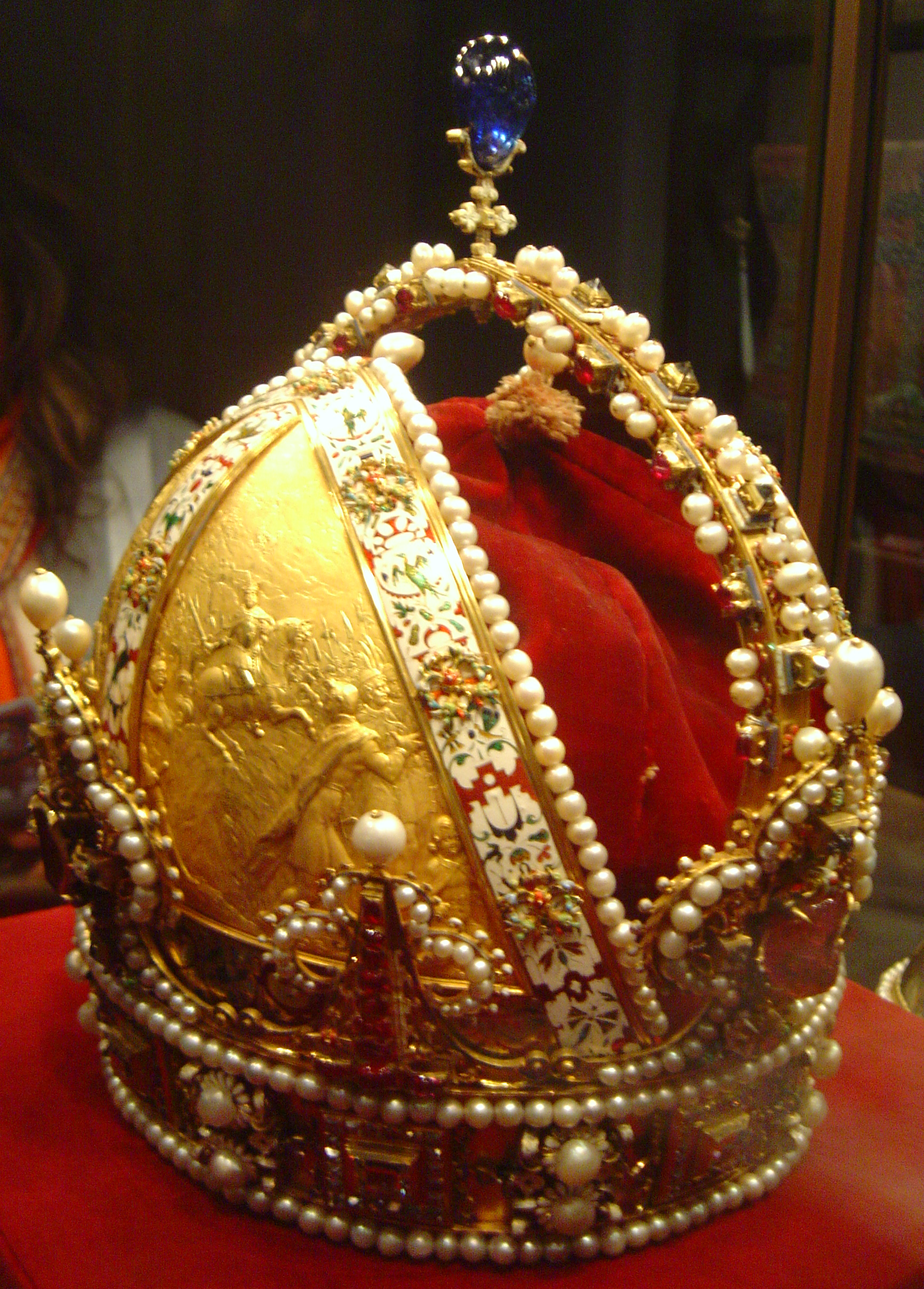
De keizerskroon van keizer Rudolf II van het Heilige Roomse Rijk

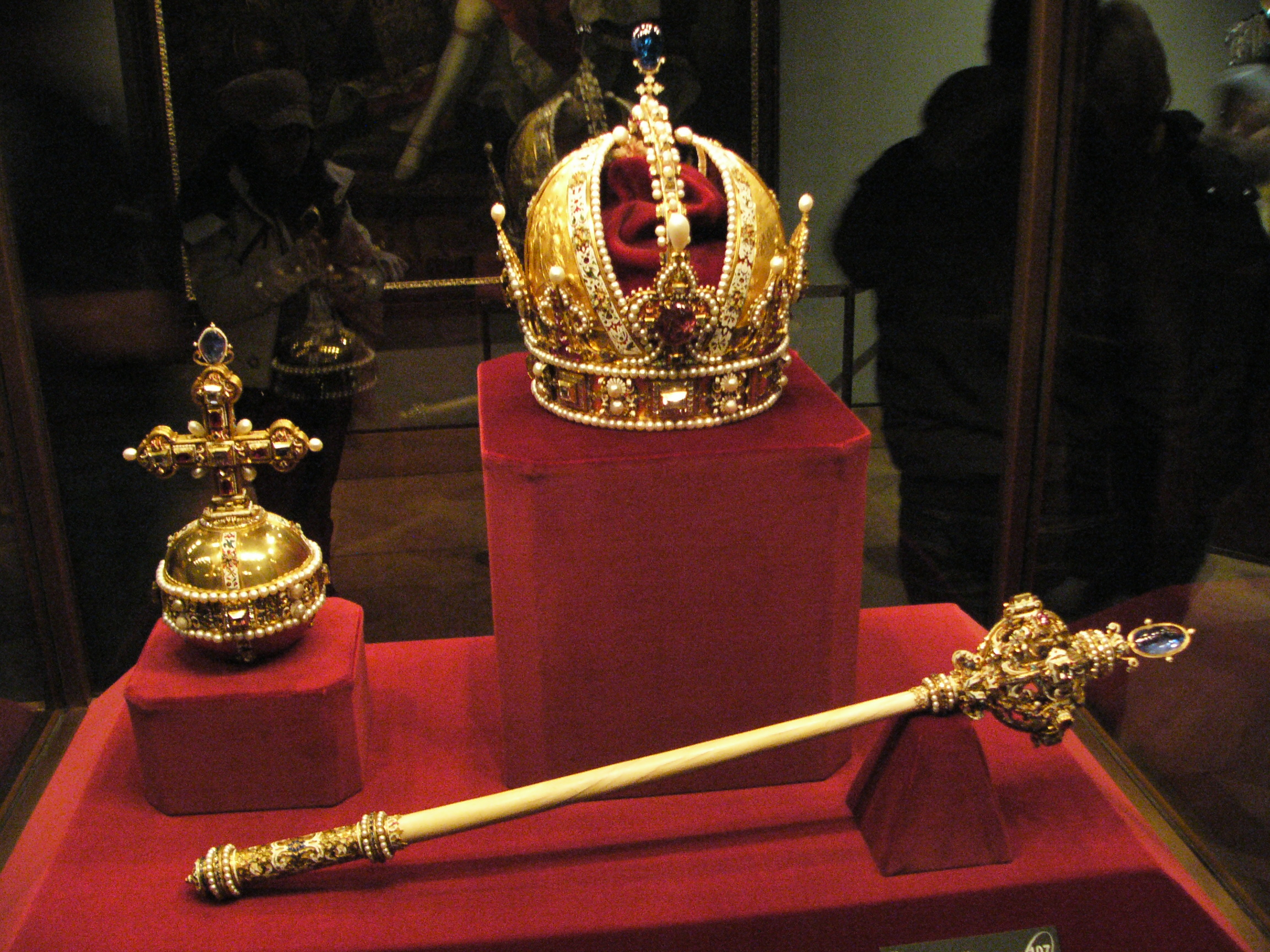
.

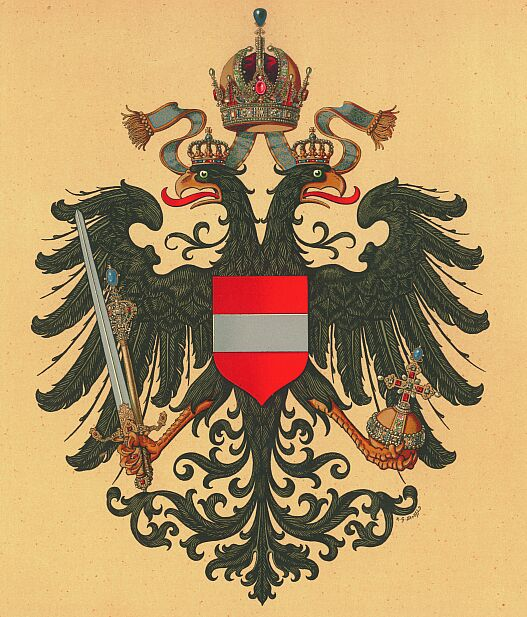
Het Oostenrijkse wapen met de Rudolfinische kroon

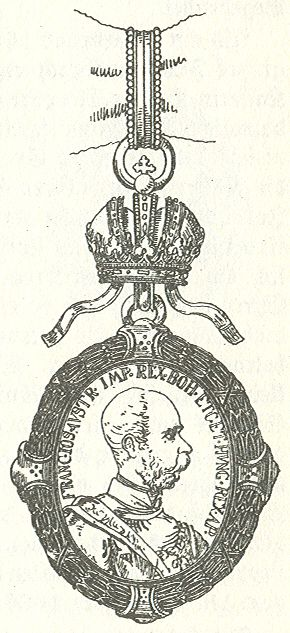
Keizerlijk-Koninklijk Oostenrijks-Hongaars Ereteken voor Kunst en Wetenschap met de kroon als verhoging

De Rudolfinische keizerskroon was een van de keizerlijke kronen van het Heilige Roomse Rijk, vervaardigd door de Zuid-Nederlandse goudsmid Jan Vermeyen in 1602, in opdracht van keizer Rudolf II. Ze diende als 'huiskroon' voor de Habsburgse keizer, terwijl de 'gewone' keizerkroon in Neurenberg bleef.
Deze in de "Rudolfinische stijl" vervaardigde kroon heeft twee zijdelings geplaatste gouden schelpen met daartussen los staand nog een diadeem, dat getopt is met een kruis met daarop een grote lichtblauwe saffier. Ertussen is een muts te zien die rood gekleurd is. De hoofdband is bezet met rode en groene edelstenen en op de rand van de hoofdband staan beurtelings fleurons en korte met parels getopte pieken. Alles is verder omrand met witte parels.
De in Praag residerende keizer Rudolf was een excentrieke vorst die zich met filosofen en magiërs, waaronder alchemisten, omringde. Astrologie en symboliek speelden voor de Keizer en zijn omgeving een grote rol en daarvan getuigt ook de in 1602 gesmede kroon. De vormgeving getuigt van zowel middeleeuwse als renaissancistische tradities en heeft grote symbolische betekenis die voor de gemiddelde hedendaagse mens niet op het eerste gezicht herkenbaar is.
De kroon valt in drie delen uiteen, de rand, een diadeem, is het symbool van de wereldlijke macht en is de uitdrukking van het koningschap. Op de rand van de diadeem staan vier door parels bekroonde lelies. De gedreven gouden platen doen sterk aan een mijter denken en getuigen van de rol die de keizers van het, niet voor niets "heilige" Roomse Rijk in de godsdienst speelden. De gezalfde keizer zag zich als een sacrale figuur. Op de gouden platen is de kroning van Rudolf tot keizer (met deze kroon), koning van Hongarije en koning van Bohemen afgebeeld. Rond de gouden platen zijn in veelkleurig emaille insecten, vlinders, zang-en roofvogels en pauwen afgebeeld. De "opstaande diadeem" is een symbool van oppermacht. In de middeleeuwen droegen lagere vorsten diademen maar hun suzerein, de keizer, droeg op zijn diadeem nog een verhoging. Deze opstaande diadeem gaat terug op die van de zogeheten "Kroon van Karel de Grote".
In plaats van het in het christelijke Europa gebruikelijke kruis is de spits van de kroon een grote helblauwe saffier. Deze edelsteen is in de neoplatonische kosmologie van de late 16e eeuw een symbool van de zon, brenger van licht en waarheid. De steen zou, bóven het kruis gemonteerd, de schepper kunnen symboliseren. De rode zijden muts in de kroon heeft ook een betekenis. Dergelijke mutsen werden als uitdrukking van regeringsmacht gezien en ook los gedragen.
De edelstenen hadden voor Rudolf en zijn omgeving een bijzondere betekenis. In zijn "Gemmarivm et lapidarivm historia" (Latijn: "Geschiedenis van de edelstenen en mineralen") van 1609 schrijft 's Keizers lijfarts Anselmus Boëtius de Boodt dat de keizer in zijn geliefde edelstenen "de macht van God, die in deze onbeduidende objecten de schoonheid en de macht van de wereld lijkt te hebben opgesloten" wilde verkrijgen.
De vele parels op de kroon hadden in de belevenis van Rudolf en de natuurbeschouwing van zijn tijd het licht van zon, maan en sterrensferen in zich opgenomen omdat oesters, zo dacht men, 's nachts naar het oppervlak van de zee opgestegen en daar dit "hemelse stof" dat op de aarde neerdaalde dronken. Rudolf II was in de jaren na zijn zware ziekte van 1600 een man die door achtervolgingswaan en depressies achtervolgd werd. Hij keerde zich af van de kerk en de priesterstand en zal zijn kroon als een machtig amulet vol magische krachten hebben gezien. Dat deze kroon zo sterk afwijkt van het destijds in het avondland gangbare model is uit Rudolfs antipathieën, bijgeloof en wanen te verklaren.
De keuze van bergkristal kan worden toegeschreven aan het geloof dat deze kristallen zouden breken of verkleuren wanneer zij met gif in aanraking kwamen.
De kroon deed dienst als heraldische kroon van het Rooms-Duitse Rijk en na 1806 als kroon van het keizerrijk Oostenrijk.
De keizer van Oostenrijk voerde tussen 1806 en de ondergang van de Oostenrijkse monarchie in november 1918 steeds deze Rudolfskroon in zijn wapen, de drie latere keizers van het "tweede rijk", het Duitse Keizerrijk dat van 1870 tot 1918 bestond, voerden de veel oudere "Kroon van Karel de Grote" of een  getekende variant daarop, wel steeds in hun wapen maar de kroon bleef zelf steeds in Wenen. Anders dan veel andere kronen en kroonjuwelen werd deze kroon, vanwege de schitterende vormgeving, eeuwenlang ongeschonden bewaard.
Negen gemeenten in Nederland voeren de keizerskroon boven hun wapenschild, namelijk Amsterdam, Deventer, Hulst, Kampen, Medemblik, Middelburg, Nijmegen, Tiel en Zwolle. Ook de voormalige gemeente Bolsward voerde een keizerlijke kroon.
Keizer Maximiliaan I verleende Amsterdam in 1489 het recht de keizerskroon boven het wapen van Amsterdam te voeren als dank voor de steun, in de vorm van geldleningen, die de stad hem had betoond tijdens de Jonker Fransenoorlog (een laatste oprisping van de Hoekse en Kabeljauwse twisten). De kroon siert de Amsterdamse Westertoren en de lantaarns van de Blauwbrug. 
adelaar · Agnus Dei · alliantiewapen · andreaskruis · ankerkruis · armoriaal · baldakijn · barensteel · bezant · Bourgondisch kruis · brisure · cartouche · centaur · cordelière · dekkleed · dorpsvlag · dorpswapen· drieberg · dubbelkoppige adelaar · dwarsbalk · fleur de lis · fleuron · Friese adelaar · gaande leeuw · gecarteleerd · Gelderse leeuw · gepaald · gravenkroon · groot wapen · griffioen · hartschild · helmkroon · helmteken · heraldische kleur · herautstuk · hermelijn · hoed · Hollandse tuin · huismerk · Jeruzalemkruis · karbonkel · keizerskroon · keper · koek · kromstaf · kroon · krukkenkruis · kwartier · kwartileren · kwartierzoom · leeuw · markiezenkroon · merlet · molenijzer · motto · muurkroon · nassaublauw · natuurlijke kleur · Nederlandse leeuw · Nederlandse Maagd · ombrellino · ordeketen · palen · pentagram · pijlenbundel · raadselwapen · raaf · respectant · riddertoernooi · rijksbanier · rijkskleuren · rijksstandaard · rijkswapen · roos · Rudolfinische keizerskroon · Saksenros · Saladins Adelaar · scharlakenrood · schildhoofd · schildhouder · schildvoet · schildzoom · schoof · schuinbalk · schuinstreep sinister · sinister · sleutels van Petrus · socialistische heraldiek · sprekend wapen · stadskleuren · standaard · stedenmaagd · ster · tinctuur · vair · vermeerdering · vlag · vorstenhoed · vrijheidshoed · vrijkwartier · vrouwenwapen · wapen · wapenbelasting · Wapenboek Beyeren · Wapenboek Gelre · wapenbord · wapendiploma · wapendier · wapenkast · wapenkoning · wapenmantel · wapenrecht · wapenrol · wapenstier · wapentent · wassende en afnemende maan · Waterlandse zwaan · Westfriese boomwapens · wildeman · wolfsangel · wrong